# Viczián Ádám
Viczián Ádám (Békéscsaba, 1995. (máshol tévesen 1994) november 24. –) magyar labdarúgó, a Békéscsaba csatára.

## Pályafutása

### Klubcsapatokban
A Békéscsaba ifjúsági csapatánál indult a pályafutása. 2010 és 2019 között az első csapatban 143 bajnoki mérkőzésen játszott, és 15 gólt lőtt. A szurkolók több esetben is megválasztották a szezon legjobbjának. 2019-től 2022-ig a Vasast erősítette. 2022-ben megnyerték az NB II-es bajnokságot. 2022 és 2024 között a Diósgyőri VTK együttesében szerepelt, ahol 2023-ban a  másodosztály győzteseként csapata feljutott az NB I-be. 2022 és 2024 között kölcsönbe került a Tiszakécskei LC-hez. 2024-ben visszatért Békéscsabára, a nevelő egyesületéhez, ahol újra meghatározó játékos lett.

## Sikerei, díjai
Vasas SC
- NB II bajnok: 2021–22

 Diósgyőri VTK
- NB II bajnok: 2022–23